# Lowell (Kansas)
Lowell – jednostka osadnicza w Stanach Zjednoczonych, w stanie Kansas, w hrabstwie Cherokee.